# Maria Kegel-Maillard
Maria Kegel-Maillard (* 24. September 1917 in Berlin; † 16. Juni 1999 in Meersburg) war eine deutsche Malerin.

## Leben und Werk

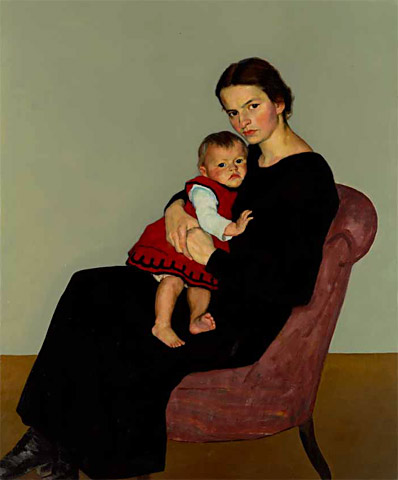
Willi Maillard: Cläre Maillard mit Tochter Maria (1920)

Maria Maillard war die ältere Tochter des Malers Willi Maillard und von Cläre Maillard, geb. Zechlin. Ihre jüngere Schwester ist die Kinderbuchillustratorin und Musikerin Katharina Maillard.
Maillard studierte Malerei an der Kunstakademie Berlin und siedelte 1943 mit ihren Eltern zunächst nach Konstanz und später nach Meersburg am Bodensee über.
Nach dem Krieg arbeitete sie drei Jahre als Kunsterzieherin an der Privatschule Schloss Salem. Danach ließ sie sich in Meersburg als freischaffende Malerin nieder.
Maria Kegel-Maillard war mit dem Maler Hermann Kegel (1913–2004) verheiratet. Die in Meersburg ansässige Malerin Christiane Kegel (geb. 1946) ist eine gemeinsame Tochter.